# 滨湖尚邦
滨湖尚邦（法語：Chambon-sur-Lac，法語發音：[ʃɑ̃bɔ̃ syʁ lak]）是法国多姆山省的一个市镇，属于伊苏瓦尔区。

## 地理
滨湖尚邦（45°34'17"N, 2°53'49"E）面积46.93 平方千米，位于法国奥弗涅-罗讷-阿尔卑斯大区多姆山省，该省份为法国中南部省份，北起阿列省接壤，东临卢瓦尔省，南至上盧瓦爾省和康塔爾省，西接科雷兹省和克勒兹省。
与滨湖尚邦接壤的市镇（或旧市镇、城区）包括：贝斯和圣阿纳斯泰斯、沙斯特雷、蒙多尔、米罗勒、皮什朗德、圣维克托-拉里维耶尔、索尔泽勒弗鲁瓦。

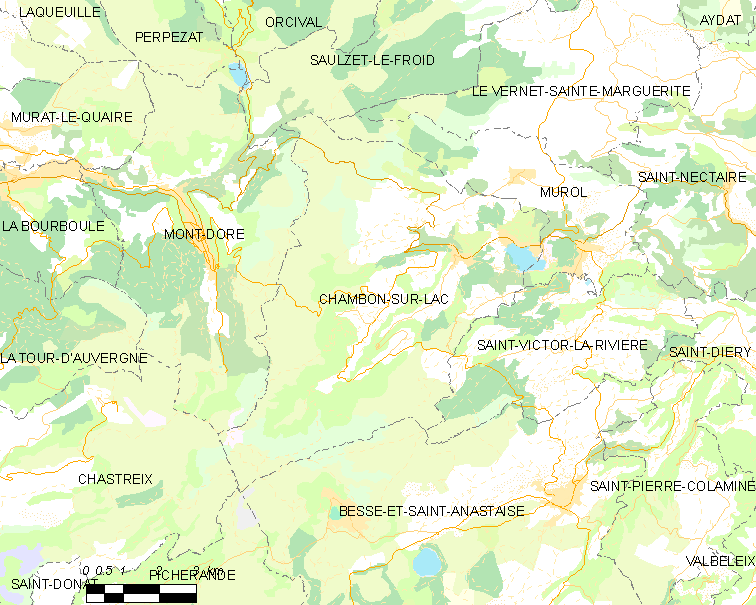
滨湖尚邦的OSM定位图

滨湖尚邦的时区为UTC+01:00、UTC+02:00（夏令时）。

## 行政
滨湖尚邦的邮政编码为63790，INSEE市镇编码为63077。

## 政治
滨湖尚邦所属的省级选区为勒桑西县。

## 人口

1962-2008年间滨湖尚邦人口变化图示

滨湖尚邦于2022年1月1日时的人口数量为407人。